# Somalia Drive (Monrovia)
Der Somalia Drive ist eine Hauptstraße der liberianischen Hauptstadt Monrovia.
Die Straße ist etwa 13 Kilometer lang und verläuft nördlich der zentralen Mangrovensümpfe im Zentrum der Metropole Monrovias. Sie beginnt im Westen an der Bushrod Island und zweigt dort, in Hafennähe vom United Nations Drive nach Osten ab.
Die als Entlastungsstraße konzipierte Route beschreibt einen leichten Bogen und trifft zunächst auf den nördlichen Stadtteil Greenville, dann biegt  sie leicht nach Süden ab, um am Schnittpunkt der Stadtteile Paynesville, Nizohn  und Wood Camp auf die von Norden kommende Ausfallstraße zu treffen.
Der Somalia Drive bietet seit der Zerstörung der Mesurado Bridge die schnellste Verbindung vom Hafen zum Flugplatz, ist aber am östlichen Ende durch den dort befindlichen zentralen Bus-Terminal und zahlreiche Fuhrunternehmen in dieser Zone in der Rushhour chronisch verstopft.
Die vierspurige Straße verläuft auf weiten Strecken durch Sumpfland und verfügt über drei größere Brückenbauwerke.